# Municipio de Smithfield (condado de Huntingdon)
El municipio de Smithfield (en inglés: Smithfield Township) es un municipio ubicado en el condado de Huntingdon en el estado estadounidense de Pensilvania. En el año 2000 tenía una población de 4.466 habitantes y una densidad poblacional de 305.7 personas por km².

## Geografía
El municipio de Smithfield se encuentra ubicado en las coordenadas 40°28′00″N 77°59′44″O / 40.46667, -77.99556.

## Demografía
Según la Oficina del Censo en 2000 los ingresos medios por hogar en la localidad eran de $30,855 y los ingresos medios por familia eran de $38,571. Los hombres tenían unos ingresos medios de $15,987 frente a los $20,966 para las mujeres. La renta per cápita de la localidad era de $8,109. Alrededor del 7,1% de la población estaba por debajo del umbral de pobreza.